# Athéna Lemnia
Athéna Lemnia est une statue représentant la déesse grecque Athéna ; la statue originale en bronze a été créée par le sculpteur Phidias vers 450-440 avant J.-C comme statue votive offerte pour l'acropole d'Athènes par les colons athéniens qui s'étaient installés sur l'île de Lemnos.
On ignore si des copies en ont survécu. En 1891, l'archéologue allemand Adolf Furtwängler a reconstitué deux statues à partir de marbres romains qui, selon lui, étaient des copies de l'original, et identifié deux copies romaines en marbre de la tête seule ; ces reconstructions et ces attributions ont été contestées.

## Reconstitutions d'Adolf Furtwängler
Deux reconstructions complètes sont conservées dans la Collection de sculptures de l'Albertinum à Dresde : les torses, féminins et munis d’une égide, de ces statues proviennent de la  collection Chigi à Rome, à laquelle ils avaient été achetés en 1728 ; ils ont été complétés  pour l'un par une tête de marbre (qui faisait partie des collections de Dresde), pour l'autre par le moulage en plâtre d'une tête de marbre romaine conservée à Bologne.
Les deux têtes identifiées par Furtwängler sont conservées :
- au Musée archéologique et civique de Bologne ; elle provient de la collection du peintre et sculpteur italien Pelagio Palagi (1775-1860) ;

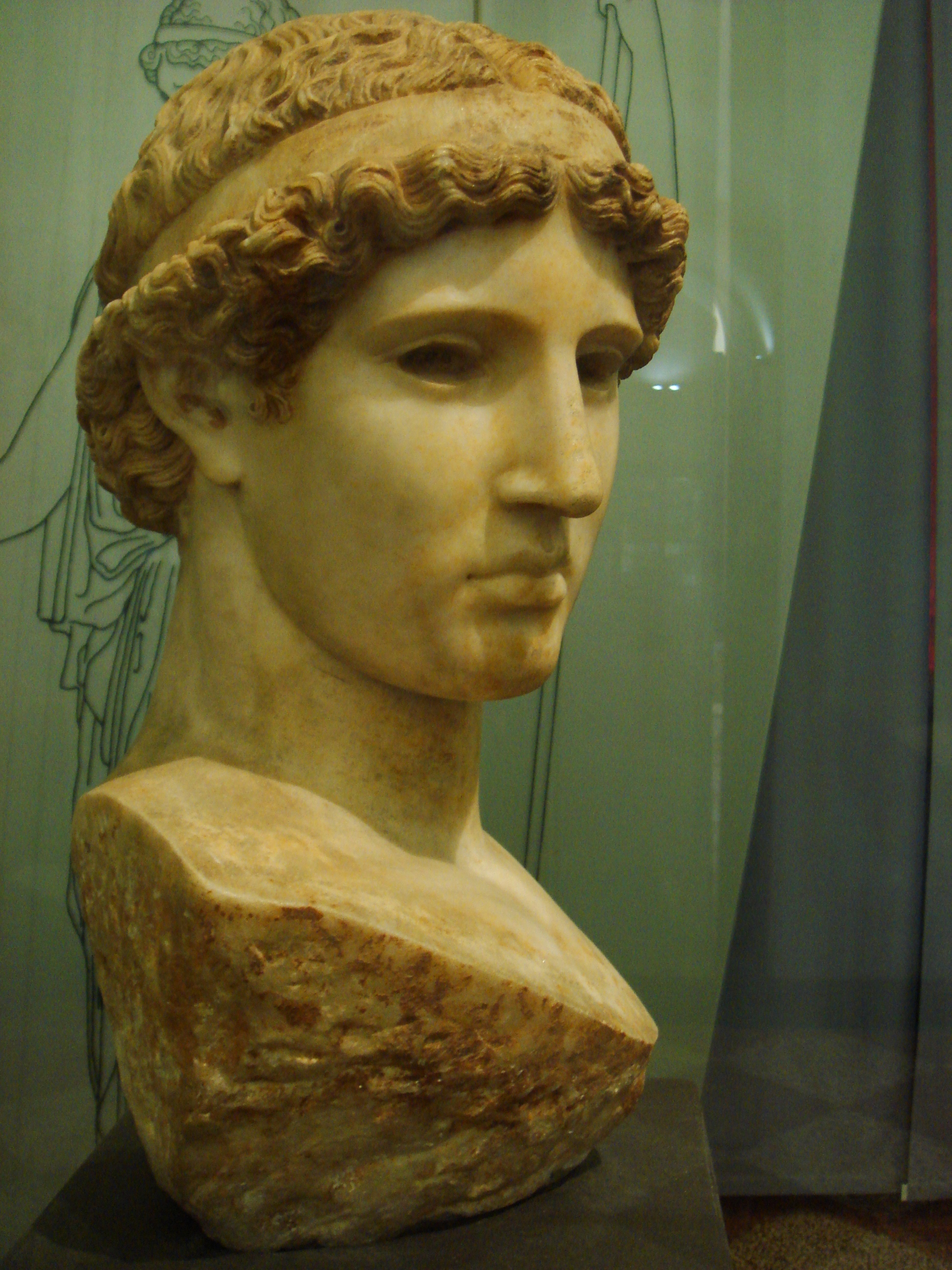
Tête d'Athéna Lemnia, dite "tête Palagi", au Museo civico Archeologico de Bologne.

- au musée archéologique des Campi Phlegraei ; elle provient de fouilles à Pouzzoles.

Les identifications de Furtwängler pour l'Athéna Lemnia étaient basées sur l'étude de gemmes gravées et par l'interprétation de passages d'auteurs antiques : 
- Pausanias, Description de la Grèce [détail des éditions] [lire en ligne] (I, 28, 2) décrivant l'Acropole : « Athéna, le plus admirable de tous les ouvrages de Phidias. Elle est nommée la Lemnienne, parce qu'elle a été offerte par les Lemniens ».
- Lucien de Samosate, les Portraits (4 et 6) : « Lykinos : - De toutes les œuvres de Phidias, laquelle louez-vous le plus ?. Polystratos:  - Laquelle sinon sa Lemnia, sur laquelle Phidias n'a pas dédaigné de graver son nom ? (...) Le contour du visage, la délicatesse des joues, le beau dessin du nez seront fournis par l'Athéna Lemnia ».

Ces reconstructions et identifications de Furtwängler sont discutées.

## Description de la statue reconstituée
La statue a une taille d'un peu plus de deux mètres. La coiffure est simple, les cheveux courts et bouclés avec une séparation centrale, sans casque, avec un simple ruban attaché à l'arrière. Le bras droit n'est pas conservé ; une partie du bras gauche est conservée, horizontal par rapport à l'épaule. Le torse est recouvert d'un peplos attique avec une ceinture ; par dessus, l'égide est en écharpe retenue par une agrafe.

## Billet de banque de la Banque de France
Le profil de la déesse a été utilisé par la Banque de France pour le visuel du filigrane du billet de 100 francs René Descartes.